# Гейдж (Оклахома)
Гейдж (англ. Gage) — місто (англ. town) в США, в окрузі Елліс штату Оклахома. Населення — 433 особи (2020).

## Географія
Гейдж розташований за координатами 36°19′6″ пн. ш. 99°45′28″ зх. д. / 36.31833° пн. ш. 99.75778° зх. д. (36.318210, -99.757720).  За даними Бюро перепису населення США в 2010 році місто мало площу 1,09 км², уся площа — суходіл.

### Клімат
| Клімат : Гейдж          | Клімат : Гейдж | Клімат : Гейдж | Клімат : Гейдж | Клімат : Гейдж | Клімат : Гейдж | Клімат : Гейдж | Клімат : Гейдж | Клімат : Гейдж | Клімат : Гейдж | Клімат : Гейдж | Клімат : Гейдж | Клімат : Гейдж | Клімат : Гейдж |
| Показник                | Січ.           | Лют.           | Бер.           | Квіт.          | Трав.          | Черв.          | Лип.           | Серп.          | Вер.           | Жовт.          | Лист.          | Груд.          | Рік            |
| Абсолютний максимум, °C | 28,9           | 31,7           | 33,3           | 36,7           | 38,9           | 42,2           | 43,3           | 42,8           | 42,2           | 37,2           | 30,0           | 32,8           | 43,3           |
| Середній максимум, °C   | 8,9            | 11,1           | 14,4           | 22,2           | 26,7           | 32,8           | 34,4           | 34,4           | 30,6           | 23,9           | 15,6           | 11,1           | 22,2           |
| Середній мінімум, °C    | −6,1           | −3,3           | −1,1           | 6,1            | 12,2           | 17,8           | 20,0           | 19,4           | 14,4           | 7,2            | −1,1           | −4,4           | 6,8            |
| Абсолютний мінімум, °C  | −27,2          | −25,6          | −21,7          | −6,7           | −1,7           | 3,9            | 8,9            | 8,9            | 2,8            | −6,7           | −13,9          | −20,6          | −27,2          |
| Норма опадів, мм        | 15             | 28             | 33             | 48             | 109            | 74             | 71             | 58             | 41             | 64             | 18             | 20             | 579            |
| Днів з дощем            | 1,9            | 2,9            | 3,5            | 4,7            | 7              | 5,5            | 5,3            | 4,6            | 3,2            | 4,3            | 1,8            | 2,4            | 47,1           |
| Вологість повітря, %    | 61             | 63             | 60             | 57             | 65             | 59             | 61             | 58             | 56             | 59             | 61             | 63             | 60             |
| ----------------------- | -------------- | -------------- | -------------- | -------------- | -------------- | -------------- | -------------- | -------------- | -------------- | -------------- | -------------- | -------------- | -------------- |
| Джерело: weather.com    |                |                |                |                |                |                |                |                |                |                |                |                |                |

## Демографія
Згідно з переписом 2010 року, у місті мешкали 442 особи в 188 домогосподарствах у складі 114 родин. Густота населення становила 407 осіб/км².  Було 240 помешкань (221/км²).
Расовий склад населення:
| - 93,7 % — білих - 3,6 % — корінних американців - 0,7 % — азіатів - 0,5 % — чорних або афроамериканців |

До двох чи більше рас належало 1,4 %. Частка іспаномовних становила 3,6 % від усіх жителів.
За віковим діапазоном населення розподілялося таким чином: 25,8 % — особи молодші 18 років, 57,2 % — особи у віці 18—64 років, 17,0 % — особи у віці 65 років та старші. Медіана віку мешканця становила 40,3 року. На 100 осіб жіночої статі у місті припадало 95,6 чоловіків;  на 100 жінок у віці від 18 років та старших — 96,4 чоловіків також старших 18 років.
Середній дохід на одне домашнє господарство  становив 43 619 доларів США (медіана — 37 143), а середній дохід на одну сім'ю — 52 172 долари (медіана — 46 250). За межею бідності перебувало 26,6 % осіб, у тому числі 45,3 % дітей у віці до 18 років та 15,5 % осіб у віці 65 років та старших.
Цивільне працевлаштоване населення становило 207 осіб. Основні галузі зайнятості: сільське господарство, лісництво, риболовля — 23,2 %, освіта, охорона здоров'я та соціальна допомога — 21,7 %, роздрібна торгівля — 14,0 %, транспорт — 8,2 %.